# Diazometano
Diazometano é o composto químico de fórmula CH2N2. Na forma pura a temperatura ambiente, é um gás amarelo, mas é sempre universalmente usado como uma solução em éter dietílico. É um dos mais comuns compostos diazo. É também tóxico e potencialmente explosivo.

## Preparação[3]
CH2N2 é usualmente preparado como uma solução em éter dietílico e usado para converter ácidos carboxílicos em seus ésteres metílicos ou seus homólogos (ver síntese de Arndt-Eistert). Na reação de Buchner-Curtius-Schlotterbeck (1885) diazometano reage com um aldeído para formar cetonas.  Diazometano é também frequentemente usado como um equivalente de carbeno. Diazometano é preparado em laboratório na escala de mmol de precursores tais como Diazald ou N-metil-N-nitroso-p-toluenessulfonamida e MNNG ou 1-metil-3-nitro-1-nitrosoguanidina.  Diazald em uma solução de diglima e éter dietílico reage com uma solução morna de hidróxido de sódio e o CH2N2 gerado é coletado por destilação. Diazometano é liberado de uma solução em éter dietílico pela adição de hidróxido de potássio aquoso a baixas temperaturas.
CH2N2 reage com soluções básicas de 2H2O para dar o derivado deuterado C2H2N2.

## Ensaio
A concentração de CH2N2 pode ser determinada em qualquer de dois ensaios convenientes. Ele pode ser tratado com um excesso de ácido benzoico em Et2O frio. O ácido benzoico não reagido é então testado usando titulação com NaOH padrão.  Alternativamente, a concentração de CH2N2 em Et2O pode ser determinada espectrofotometricamente a 410 nm onde seu coeficiente de extinção, ε, é 7.2.

## Outros compostos diazometânicos
Muitos derivados substituídos de diazometano tem sido preparados:
- O muito estável (CF3)2CN2 (p.f. 12–13 °C),[5]
- Ph2CN2 (p.f. 29–30 °C).[6]
- (CH3)3SiCHN2, o qual é comercialmente disponível como uma solução e é tão efetivo quanto o CH2N2 para metilação.[7]
- PhC(H)N2, um líquido vermelho p.f.< 25 °C a 0.1 mm Hg.[8]